# Sapzurro
Sapzurro es un centro poblado colombiano del municipio de Acandí, en el departamento del Chocó, fronterizo con Panamá. Cuenta con unos 570 habitantes, y es uno de los corregimientos colombianos ubicados en el istmo de Panamá, en el área del golfo de Urabá, además, es el último territorio colombiano de la Región Caribe que a su vez limita con Panamá.

## Toponimia
Sapzurro, proviene de la lengua indígena de los kunas, nativos y padres fundadores de este paraíso quienes les colocaron inicialmente "sapurro" que  significa “ Bahía poco profunda ”.

## Vías de comunicación
Parte de la aventura es lograr llegar. Es un destino muy alejado de las grandes ciudades y sus vías de acceso son casi nulas. Es más fácil llegar a Capurganá primero y luego emprender el viaje a Sapzurro. Por fortuna, estos dos centro poblados están a 3 kilómetro de distancia uno del otro. Ahora, la llegada Capurganá aunque más accesible, resulta muy compleja. Quienes quieran llegar a este lugar, suelen hacerlo vía marítima, principalmente desde Turbo. Pueden hacer una pequeña escala acá o continuar directo a Sapzurro, dada la cercanía.

## Historia
Sapzurro fue fundado en 1889 por los colonos afrocolombianos Gumercindo Medrano y Juana Caraballo, llegados desde la península de Barú (Bolívar). Posteriormente llegaron los colonos Feliciano Berrío con Caridad Casiano, Juan de Dios Meza con Bonifacia Bravo, y algún tiempo después, Eliseo Zúñiga (Cuna), Mariano Pereira y Asención Pertuz, en su mayoría originarios de Bocachica y que constituyen los principales troncos familiares de esta comunidad.

## Geografía

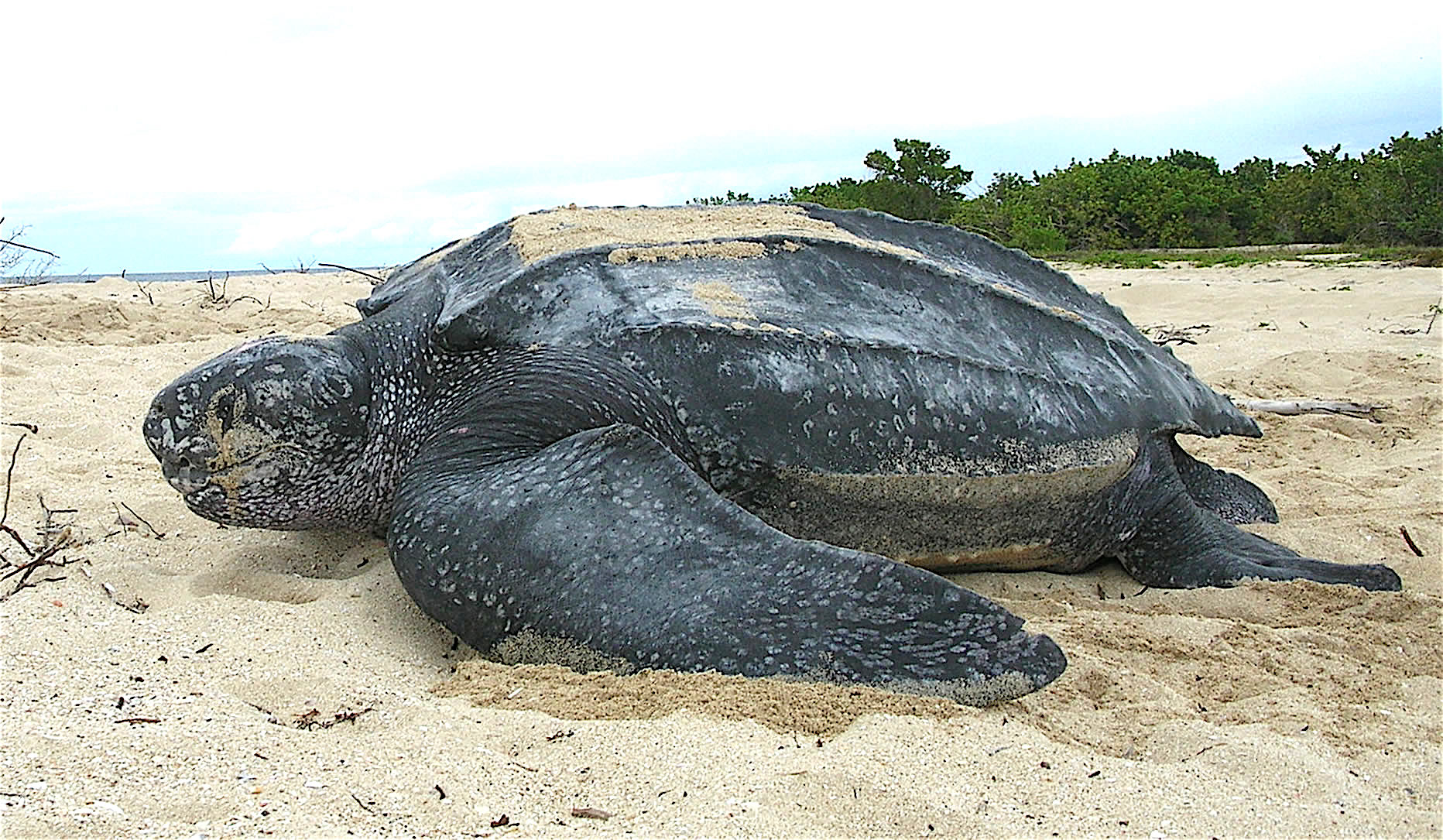
Tortuga Caná, o Canaa.

Su bahía consta de una formación coralina y aguas cristalinas rodeada de un pequeño sistema montañoso donde termina la serranía del Darién, con grandes acantilados y playas de arena blanca. Alcanza hasta 30 metros de profundidad en el centro, ideal para la práctica del buceo, además de los arrecifes coralinos, donde se pueden encontrar fácilmente cuevas submarinas debidas a formaciones rocosas del litoral. En la zona se encuentran animales como calamares, tortugas marinas, rayas y el caballito de mar.
Es de resaltar que existen aun cuevas marítimas de la época donde los indígenas practicaban desde tiempos inmemorables la apnea y se sumergian a grandes profundidades, el agua cristalina y siete tonalidades de azul se debe gracias al coral que se encuentra en el fondo del mar que además brinda alimentos a las diferentes clases de peces, langostas, anguilas, tortugas, cangrejos de la región.

## Economía
Su actividad económica principal es la pesca y el turismo, además de la ganadería en menor escala.

## Sitios de interés
- La Cascada

- Sendero Ecológico: desde Sapzurro hasta Capurganá.

- El Faro
- Playa La Diana
- Playa La Bonita
- Playa del Cabo Tiburón
- Playa El Paraíso
- Hito Fronterizo Colombia - Panamá: 280 escalones hasta la frontera, y otros 257 hacia La Miel (Panamá).

## Gastronomía
Restaurante de comida tradicional  y comida de mar enfocada a la región del choco y el Caribe colombiano, se destacará por el atractivo visual de los platos, en la variedad de los mismos, en el servicio, y en la información dada a los clientes, Ambiente familiar, el cual brinda un espacio seguro, limpio y goza de una buena carta de platos autóctonos de la región; está dirigido a ciudadanos nacionales y extranjeros que visitan a  diario en el corregimiento de Sapzurro, constan principalmente de pescados, destacándose el pargo rojo acompañado de arroz con coco y yuca frita. Las opciones son diversas, lo cual permite conocer distintas preparaciones. En este lugar también se consumen diferentes opciones de carne de res, dada la variedad de ganado que hay. Curiosamente, existen lugares para comer pizza que son atendidos por sus propietarios, unos alemanes que se enamoraron de esta zona y que se quedaron a vivir en ella.